# Cymodoce penserosa
Cymodoce penserosa är en kräftdjursart som beskrevs av Hurley och Jansen 1977. Cymodoce penserosa ingår i släktet Cymodoce och familjen klotkräftor.
Artens utbredningsområde är havet kring Nya Zeeland. Inga underarter finns listade i Catalogue of Life.